# کلیویل (کنتاکی)
کلیویل (به انگلیسی: Kellyville) یک منطقهٔ مسکونی در ایالات متحده آمریکا است که در شهرستان ادیر، کنتاکی واقع شده‌است. کلیویل ۲۳۱٫۰۴ متر بالاتر از سطح دریا واقع شده‌است.